# Wayne Hussey
Wayne Hussey, właśc. Jerry Lovelock (ur. 26 maja 1958 w Bristolu) – brytyjski gitarzysta, lider angielskiego zespołu rockowego The Mission, a wcześniej członek The Sisters of Mercy i Dead or Alive.
W pierwszych latach działalności Hussey próbował nawiązać współpracę ze sceną postpunkową współtworząc kilka szerzej nieznanych zespołów jak The Ded Byrds i The Walkie Talkies. Nie odnosząc w Liverpoolu większych sukcesów przeniósł się do Newcastle gdzie zasilił Pauline Murray and the Invisible Girls, który to zespół niedługo po tym rozpadł się. Hussey powrócił do Liverpoolu i dołączył do dyskotekowego zespołu Dead or Alive, w którym centralną postacią był Pete Burns.
W roku 1984 Hussey dołączył do The Sisters of Mercy, które współtworzył do roku 1985, tj. wydania albumu First and Last and Always i towarzyszącej mu trasy koncertowej. W zespole dochodziło do tarć, głównie z powodu odmiennych koncepcji muzycznych Eldritcha i Husseya. Punkt kulminacyjny miał nastąpić podczas nagrywania drugiego albumu, kiedy to Eldritch odmówił dołożenia wokali do jakiejkolwiek kompozycji Husseya.
Po opuszczeniu The Sisters of Mercy Hussey tworzy wraz z Adamsem The Sisterhood, co staje się pretekstem do kolejnego konfliktu z Eldritchem. Ostatecznie spór wygrał Eldritch nagrywając pod szyldem The Sisterhood album Gift, kończąc tym samym roszczenia Husseya do nazwy. Samo The Sisterhood (Husseya) zostaje przemianowane na The Mission.
Oprócz działalności w The Mission od roku 1986, Hussey wspomagał także zespoły All About Eve i Flowers of Romance, a także grywał na koncertach The Cure oraz Gary'ego Numana.